# Land- und Stadtgericht Stallupönen
Das Land- und Stadtgericht Stallupönen war von 1824 bis 1849 ein preußisches Land- und Stadtgericht mit Sitz in Stallupönen.

## Geschichte
Das Land- und Stadtgericht Stallupönen wurde 1824 aus dem Stadt- und Amtsgericht Stallupönen gebildet. Es war ein Gericht 1. Klasse im Sprengel des Oberlandesgerichts Insterburg.
1837 umfasste der Gerichtsbezirk die Stadt Stallupönen mit 2818 Gerichtseingesessenen und 150 Ortschaften mit 20.900 Gerichtseingesessenen (zusammen also 26.511 Gerichtseingesessene). In Trakehnen wurden Gerichtstage gehalten. Am Gericht waren ein Direktor, zwei Richter und sechs weitere Mitarbeiter beschäftigt.
Nach der Märzrevolution wurden 1849 einheitlich Kreisgerichte gebildet. In Stallupönen entstand das Kreisgericht Stallupönen.